# Sotés
Sotés – gmina w Hiszpanii, w prowincji La Rioja, w La Rioja, o powierzchni 14,6 km². W 2011 roku gmina liczyła 290 mieszkańców.